# Schutzmantelmadonna der Familie Cadard
Die Schutzmantelmadonna der Familie Cadard ist ein Gemälde von Enguerrand Quarton und Pierre Vilatte aus dem fünfzehnten Jahrhundert. Es gilt als eines der Hauptwerke der zweiten Avignoner Schule und befindet sich heute im Musée Condé in Chantilly.

## Bildbeschreibung
Das Thema der Schutzmantelmadonna war während der Entstehungszeit des Bildes sehr beliebt. Es findet sich vor allem in der byzantinischen und italienischen Malerei wieder. Das Bild zeigt die Heilige Jungfrau stehend mit einem ausgeweiteten Mantel, der mehrere Personen schützt: links der Jungfrau geistliche, auf der rechten Seite weltliche Persönlichkeiten. Unter ihnen sind besonders Papst Nikolaus V. und König Karl VIII. zu erkennen. Der Hintergrund der Komposition ist traditionell goldfarben und symbolisiert das irdische Paradies. Der Auftrag für das Bild sah die Verwendung von bestem Gold für den Hintergrund und von Lapislazuli vor. Die Jungfrau befindet sich gemäß der traditionellen Ikonographie in hüftwiegender Position, oder contrapposto auf Italienisch. Das Hüftwiegen nach rechts wird von der Linksneigung des Kopfes kompensiert. Die Auftraggeber werden nicht unter dem Schutzmantel, sondern zurückgesetzt im Beisein ihrer Schutzpatrone dargestellt: Johannes der Täufer hinter Jean Cadard und der Apostel Johannes hinter dessen Frau Jeanne des Moulins. Der Betstuhl enthält das Familienwappen: „Silber mit Sparren, besetzt mit drei Goldsternen, begleitet von drei sandfarbenen Merletten“.

## Geschichte
Das Gemälde wurde am 16. Februar 1452 vom Augustinerkloster in Avignon im Namen von Pierre Cadard in Auftrag gegeben, der es seinem verstorbenen Vater Jean Cadard (1377–1449) widmen wollte. Es war für den Altar der Kapelle Saint-Pierre de Luxembourg bestimmt, welche dieser in der Cölestinerkirche errichten ließ. Der abgeschlossene Vertrag sah damals eine Predella mit unbekanntem Thema vor, die heute jedoch verschollen ist. Die Avignoner Altaraufsätze stellten traditionsgemäß Christus umgeben von den Zwölf Aposteln dar und waren mit einer Bekrönung abgeschlossen. Jean Cadard war Berufsarzt und ehemaliger Berater des französischen Königs Karl VII. Nachdem er der Beteiligung an der Ermordung von Johann Ohnefurcht im Jahr 1419 beschuldigt worden war, ging er ins Exil, nach Comtat Venaissin.
Das Gemälde blieb einige Jahrhunderte verschollen und tauchte erst wieder 1823 in der Familiensammlung von Jean-Baptiste Rousseau auf, der als französischer Botschafter in Bagdad arbeitete. Daraufhin wurde es vom Kurator des Louvre Frédéric Reiset gekauft. Zu der Zeit galt das Bild als ein Werk der flämischen Primitive und wurde ans Ende des fünfzehnten Jahrhunderts datiert. 1879 interessierte sich der Herzog von Aumale für die Schutzmantelmadonna, erwarb die vollständige Gemäldesammlung des Kurators und platzierte das Bild im „cabinet de Giotto“ im Schloss Chantilly. Erst 1904 konnte das Gemälde durch eine von Henri Bouchot und Paul Durrieu durchgeführte Studie, die auf Archivnachforschungen beruhte, mit Sicherheit Enguerrand Quarton zugeordnet werden.

## Urheber des Werkes
Ein Archivdokument bezeugt Jean Cadards Auftrag. Er ging für einen vereinbarten Preis von 30 Goldmünzen an Enguerrand Quarton (1412–1466), daneben wird aber auch Pierre Vilatte erwähnt. Ersterer war ein in Avignon lebender Maler, der viele Aufträge erhielt, sowohl von den wohlhabenden Bürgern der Stadt als auch von den Klöstern und dem Legaten des Papstes. Pierre Vilatte war seinerseits ein junger Künstler aus Limoges, trug jedoch zu der Zeit bereits den Titel eines „Meisters“. Vilattes Werke sind mit Ausnahme einer Buchmalerei allesamt verloren gegangen. Alles was heute noch über ihn bekannt ist, stammt aus den Archiven seiner Auftraggeber. Beide Künstler waren auch am Stundenbuch Livre d’heures à l’usage de Rome beteiligt.
Kunsthistoriker sind sich nicht einig, welcher Teil des Bildes von welchem Maler stammt. Für Charles Sterling ist das Gemälde ein vollständiges Werk von Enguerrand Quarton, wohingegen Pierre Villatte parallel an der verschwundenen Predella gearbeitet haben könnte. Auf die Weise hätte man Zeit gespart, denn Jean Cadard stand unter Zeitdruck und wollte den Altaraufsatz in fünf Monaten fertig haben, was für solch ein Vorhaben eine ziemlich kurze Zeit gewesen ist. Nach Albert Châtelet könnte das Bild auch im Wesentlichen von Pierre Vilatte stammen. Vilatte war vielleicht auf den guten Ruf von Quarton angewiesen, um an einen angesehenen Auftrag zu kommen. Demnach hätte er die Hauptarbeit gemacht und Quarton nur bei nachträglichen Ausbesserungen geholfen. Tatsache ist, dass Cadard sich bei seinem nächsten Auftrag zwei Jahre später, bei dem es um die Erstellung eines weiteren Altaraufsatzes (heute verschollen) für seine Frau ging, ausschließlich an Vilatte gewendet hatte und dass sich Vilatte später auf goldfarbene Hintergründe spezialisierte. Nach Dominique Thiébaut könnten beide Künstler das Gemälde gemeinsam erstellt haben, da zwischen bestimmten Figuren unter der Jungfrau und den anderen Personen auffällige Unterschiede auftreten. Besonders der Bischof rechts neben der Jungfrau scheint sich abzuheben. Einige der Figuren könnten also tatsächlich von Vilatte stammen.